# Propriedade intelectual na China
Os direitos de propriedade intelectual (DPIs) foram reconhecidos e protegidos na China desde os anos 1980. A China aderiu às principais convenções internacionais sobre proteção dos direitos de propriedade intelectual. Internamente, a proteção da lei de propriedade intelectual também foi estabelecida por legislação governamental, regulamentos administrativos e decretos nas áreas de marcas registradas, direitos autorais e patentes.[carece de fontes?] Isso levou à criação de uma estrutura legal abrangente para proteger a propriedade intelectual local e estrangeira. Apesar disso, as violações de direitos autorais são comuns na RPC, A Câmara de Comércio Americana na China pesquisou mais de quinhentos de seus membros que fazem negócios na China em relação a DPI para seu Relatório de Pesquisa do Clima Empresarial da China de 2016 e descobriu que a aplicação de DPI está melhorando, mas ainda existem desafios significativos. Os resultados mostram que as leis em vigor excedem sua aplicação efetiva, com a proteção de patentes recebendo a maior taxa de aprovação, enquanto a proteção de segredos comerciais fica muito atrás. Muitas empresas dos Estados Unidos alegaram que o governo chinês roubou sua propriedade intelectual em algum momento entre 2009 e 2019.

## Convenções internacionais
Em 1980, a China tornou-se membro da Organização Mundial da Propriedade Intelectual (OMPI).
Ela padronizou suas leis de DPI na Convenção de Berna de Proteção de Obras Literárias e Artísticas e no Acordo sobre Aspectos dos Direitos de Propriedade Intelectual Relacionados ao Comércio (TRIPs).[carece de fontes?]
A China aderiu à Convenção de Paris para a Proteção da Propriedade Industrial em 19 de dezembro de 1984 e tornou-se membro oficial em 19 de março de 1985. A China também aderiu ao Acordo de Madri para o Registro Internacional de Marcas em junho de 1989.
Em janeiro de 1992, a RPC firmou um Memorando de Entendimento com o governo dos Estados Unidos para fornecer proteção de direitos autorais para todas as "obras" americanas e outras obras estrangeiras. Várias negociações bilaterais foram conduzidas entre os dois governos. Em alguns pontos, as sanções comerciais foram ameaçadas pelos dois governos por questões de DPIs. Na conclusão das negociações em 1995, o Acordo Sino-Americano sobre Direitos de Propriedade Intelectual foi assinado. Em junho de 1996, os dois governos firmaram outro acordo protegendo a propriedade intelectual americana na RPC.[carece de fontes?]
Geralmente, uma vez que a RPC tenha aderido a um tratado internacional, os Tribunais Populares podem citar as disposições do tratado diretamente ao decidir um caso de violação de propriedade intelectual, sem referência a uma lei interna chinesa pela qual a disposição do tratado seja incorporada.[carece de fontes?]

## Marco legal nacional
O arcabouço legal para a proteção da propriedade intelectual na RPC é baseado em três leis nacionais aprovadas pelo Congresso Nacional do Povo: a Lei de Patentes, a Lei de Marcas e a Lei de Direitos Autorais. Um grande número de regulamentos, regras, medidas e políticas foram feitos pelo Comitê Permanente do CNP, o Conselho de Estado e vários ministérios, gabinetes e comissões. As circulares, pareceres e notificações do Supremo Tribunal Popular também fazem parte do quadro jurídico.[carece de fontes?]

### Lei de marcas
A Lei de Marcas da República Popular da China (中华人民共和国 商标法) estabelece diretrizes gerais sobre a administração de marcas, a proteção dos direitos exclusivos dos proprietários das marcas e a manutenção da qualidade dos produtos ou serviços que ostentam as marcas registradas, "com vistas a proteger os interesses dos consumidores e promover o desenvolvimento da economia de mercado socialista".
Em conformidade com o Artigo 4 da Convenção de Paris, o governo chinês aprovou os Regulamentos Provisórios que Regem o Pedido de Registro Prioritário de Marcas na China para conceder o direito de prioridade aos pedidos de marca apresentados na RPC por nacionais dos países membros da Convenção de Paris.[carece de fontes?]

### Lei de direitos autorais
A lei de direitos autorais é regida principalmente pela Lei dos Direitos Autorais da RPC (中华人民共和国 著作权 法) e as Regras de Execução da Lei de Direitos Autorais da RPC (著作权 法 实施 条例), a Lei de Direitos Autorais da RPC adotada e promulgada em 1990 e as "Regras de Execução" adotadas em 1991 e revisado em 2002. Na maioria dos casos, o prazo dos direitos autorais é a vida do autor mais cinquenta anos, mas para obras cinematográficas e fotográficas e obras criadas por uma empresa ou organização, o prazo é de cinquenta anos após a primeira publicação.
Para implementar a Convenção de Berna e a Convenção Universal de Direitos Autorais, bem como os tratados bilaterais de direitos autorais assinados entre a RPC e outros países estrangeiros, o governo da RPC aprovou os Regulamentos sobre a Implementação dos Tratados Internacionais de Direitos Autorais (1992). Isso deu aos detentores de direitos autorais estrangeiros proteção para seus direitos e interesses na RPC.
Antes de a RPC aderir à Convenção de Berna, o software de computador não era tratado como uma espécie de obra literária segundo a Lei de Direitos Autorais. Em maio de 1991, o Conselho de Estado aprovou as Regras de Proteção de Software de Computador. Com base nessas regras, as Medidas para Registro de Direitos Autorais de Software de Computador foram formuladas pelo então Ministério da Engenharia da Indústria Eletrônica. Esses regulamentos fornecem um conjunto de regras que abrangem as definições de vários termos e o registro, exame e aprovação de programas de software de computador na RPC. No momento, tanto a Convenção de Berna quanto essas duas regulamentações domésticas sobre computadores são co-eficazes. No entanto, em caso de inconsistências, prevalece a Convenção de Berna.[carece de fontes?]
A Convenção de Berna não exige registro de direitos autorais e, portanto, a proteção na RPC tecnicamente não exige registro. No entanto, registrar os direitos autorais de obras literárias pode evitar, ou pelo menos simplificar, disputas de propriedade. O custo do registro de direitos autorais é de 300 RMB. Por outro lado, o processo de registro de direitos autorais exige que o registrante divulgue informações detalhadas, incluindo o código-fonte do software, que as empresas podem relutar em compartilhar.[carece de fontes?]

### Lei de patentes
A China aprovou a Lei de Patentes da RPC (中华人民共和国 专利 法) para incentivar a criação de invenções e promover o desenvolvimento da ciência e da tecnologia. Os subsequentes Regulamentos de Implementação da Lei de Patentes da RPC acrescentaram esclarecimentos.

### Outra legislação
Além da legislação importante sobre marcas registradas, direitos autorais e patentes, algumas outras leis e regulamentos foram aprovados para lidar com questões relacionadas à propriedade intelectual. Em 1986, os Princípios Gerais de Direito Civil foram adotados para proteger os direitos e interesses civis legais dos cidadãos e pessoas jurídicas e para regular corretamente as relações civis. Os artigos 94-97 dos Princípios Gerais de Direito Civil tratam dos direitos de propriedade intelectual dos cidadãos e pessoas jurídicas chineses.[carece de fontes?]
Na década de 1990, muitas outras leis foram aprovadas para aperfeiçoar o sistema de proteção à propriedade intelectual. Estes incluem os Regulamentos sobre a Proteção Aduaneira dos Direitos de Propriedade Intelectual (1995) e a Lei Contra a Concorrência Desleal da RPC (1993).[carece de fontes?] Este último proibia a passagem de marcas registradas, violação de segredos comerciais, o uso ilegal de bens conhecidos ou nomes de outras pessoas, bem como outras condutas enganosas e enganosas. A Lei de Publicidade da RPC foi aprovada em 1994 para proibir a conduta injusta, enganosa e enganosa envolvendo publicidade de patentes ou outras atividades de publicidade em geral.